# Mihail R. Sturdza
Prințul Mihail R. Sturdza (n. 1886 – d. 1980) a fost un diplomat de carieră memorialist și om politic de orientare legionară, ministru al afacerilor străine al României (14 septembrie 1940–26 ianuarie 1941). A fost membru al Guvernului Național Român de la Viena condus de Horia Sima, ocupând postul de ministru de externe.

## Biografie
Prințul Mihail R. Sturdza s-a născut în data de 28 august 1886, posibil în Târgu Ocna, unde afirmă că a copilărit alături de bunicile sale, al doilea din cei trei fii ai lui Radu Sturdza, diplomat, fost consul al României la Constantinopol, și al Mariei Jora. Tatăl său, Radu Sturdza, era fiul fruntașului pașoptist Vasile Sturdza, fost caimacam, exilat din Moldova după petiția adresată domnitorului, deși era rudă, chiar dacă dintr-o ramură colaterală a Sturzeștilor, cu Mihail Vodă Sturdza. Vasile Sturdza fusese unul din membrii marcanți al partidei naționale și unioniste din Moldova și un colaborator apropiat al domnitorului Alexandru Ioan Cuza, ba chiar și "locotenent domnesc al Unirii". Pe linie maternă, Mihail Sturdza se trăgea din familia boierilor Jora. Mihai Jora, bunicul său dinspre mamă, fusese și el diplomat, primul ministru al Afacerilor Străine al lui Alexandru Ioan Cuza.
Soția lui Mihail R. Sturdza, Zoe sau Zozo, după cum era alintată în cercurile protipendadei, era fiica generalului Leon Mavrocordat și totodată, era înrudită, după mamă, cu Ghiculeștii și cu familia Lahovari. Mama Zoei, Maria Mavrocordat, fostă Ghica, era fiica lui Dumitru Ghica și a Zoei Lahovari. Bunicul principesei Zoe Sturdza, pe linie maternă, era nimeni altul decât celebrul explorator și vânător Dumitru Ghica-Comănești, care alături de fiul său Nicolae Ghica (căsătorit cu Ioana Băleanu, deputat și guvernator al Băncii Naționale a României) a întreprins o expediție africană în Somalia, în 1896.
După studii în drept la Iași, Mihail R. Sturdza obține doctoratul în drept internațional. Debutează în diplomație în anul 1913. În 1915, la Berna, i se naște unicul fiu, Ilie-Vlad Sturdza, și el autorul unui interesant volum de memorii. În timpul Primului Război Mondial luptă într-o unitate de artilerie, apoi în calitate de comandant al unei mici unități de blindate. Spre sfârșitul războiului trece prin Petrograd, unde asistă la asediul bolșevic asupra orașului. În ultimele zile ale războiului, în Italia, participă alături de Alexandru Lahovary, la organizarea Legiunii Voluntarilor Români, formată din prizonieri ai armatei austro-ungare. După campania din 1919 contra republicii sovietice maghiare a lui Béla Cohen (zis Béla Kun), se retrage temporar din activitatea diplomatică pentru a ocupa funcția de Prefect de Cluj.
Revine în diplomație, avansând ierarhic până la nivelul de ministru plenipotentiar cl.II. În 10 octombrie 1939, este rechemat în administrația centrală a ministerului de externe.
După lovitura de stat de la 6 septembrie 1940, la cererea lui Horia Sima, este numit ministru de externe în 14 septembrie 1940. În urma unor neînțelegeri cu ”conducătorul” statului, Ion Antonescu, își dă demisia din funcție în 20 decembrie 1940, fiind înlocuit ad-interim de către acesta.
După evenimentele violente din 21-23 ianuarie 1941, cunoscute sub denumirea de "Rebeliunea legionară", este arestat împreună cu soția, în urma procesului din iunie 1941 fiind condamnat la 5 ani de închisoare, iar soția sa este achitată. Apărarea, reprezentată de Radu Budișteanu, nu a reușit să găsească avocați cu experiență, datorită presiunilor exercitate asupra acestora de către autorități. După declanșarea războiului în Est, Ion Antonescu a emis un ordin de amnistiere a legionarilor care aveau de ispășit pedepse de până la cinci ani. Ei trebuiau să semneze la ieșire o declarație că se vor abține de la activități politice sau publicistice și se obligau ca săptămânal să facă o vizită la postul de poliție din raza localității de domiciliu.
Odată eliberat, Mihail Sturdza părăsește clandestin țara, ajutat de legionari, prin Bulgaria, unde așteaptă o lună aprobarea lui Joachim von Ribbentrop de a putea trece pe teritoriul Reichului fără a fi reținut. Ajunge la Copenhaga în 7 august 1941. Încercarea sa de a se înrola în armata finlandeză, ca și cea de a forma din legionarii refugiați în Germania o unitate militară care să lupte contra rușilor, sunt blocate la intervenția lui Ion Antonescu.
Devine ministru de externe și al instrucțiunii publice în cadrul așa-zisului Guvern Național Român de la Viena, format de legionarii refugiați din România (decembrie 1944 - mai 1945) În cadrul așa-zisului proces al "Marii Trădări Naționale" din 6-17 mai 1946, Mihail Sturdza a fost condamnat la moarte în contumacie.
După război, se refugiază în America Latină, apoi în Spania, menținând permanent legătura cu Horia Sima și alte căpetenii legionare. În anii următori, M. Sturdza participă activ la manifestările politice și culturale ale exilului românesc (la Buenos Aires, Rio de Janeiro, Paris și Madrid), fără a ține cont de fosta culoare politică a participanților la aceste acțiuni. Mihail Sturdza se stinge din viață la Madrid, în 5 februarie 1980, în vârstă de 93 de ani.

## Activitate diplomatică
După terminarea studiilor, în 22 decembrie 1913, Mihail Sturdza își începe activitatea diplomatică în calitate de atașat (neretribuit) în cadrul misiunii diplomatice românești din Durazzo (Durrës, Albania). După război, este avansat în funcție, parcurgând toate treptele ierarhiei ministerului de externe, astfel: 
- 10 decembrie 1918 – atașat de legație (bugetar)
- 1 aprilie 1920 – secretar de legație cl. III (cu vechimea din 16 februarie 1918)
- 22 august 1920 - secretar de legație cl. II
- 15 iunie 1922 - secretar de legație cl. I
- 1 ianuarie 1927 – consilier de legație
- 1 iunie 1937 – ministru plenipotențiar cl. II
- 14 septembrie - 20 decembrie 1940 - ministru de externe în guvernul Antonescu-Sima
- decembrie 1944 - mai 1945 - ministru de externe și al instrucțiunii publice în cadrul Guvernului Național Român de la Viena

A indeplinit misiuni diplomatice la Durazzo, Sofia, Atena, Berna, Budapesta, Viena, Washington, Riga, Tallin, Helsinki și Copenhaga. Cele mai importante misiuni au fost cele din țările baltice și cea de la Copenhaga. Este trimis extraordinar și ministru plenipotențiar la Riga (1 iunie 1932–15 septembrie 1935); Tallin (Reval) (1 iunie 1932–1 octombrie 1935); Helsinki (2 septembrie 1932–1 februarie 1934) și Copenhaga (1 mai 1938–15 octombrie 1939) În data de 10 octombrie 1939, este chemat în administrația centrală, posibil și datorită apartenenței sale la Mișcarea Legionară.

## Activitate politică

### Sturdza contra Titulescu
George Potra, cel care s-a ocupat de editarea și publicarea operei politico-diplomatice a lui Nicolae Titulescu, îl caracterizează astfel pe Mihail Sturdza
„ Mihail R. Sturdza a fost unul dintre cei mai virulenți și ireductibili dușmani ai lui Nicolae Titulescu, pe care nu s-a sfiit să-l califice — absurd și abject — drept trădător de neam, vânzător de țară în slujba și în favoarea Rusiei Sovietice.”
Primele ciocniri ale lui Mihail Sturdza cu Nicolae Titulescu au apărut în martie-aprilie 1932, pe când Titulescu nu era încă ministru de externe. În acea perioadă, la solicitarea Franței, Mihail Sturdza fusese însărcinat de către Dimitrie Ghica, ministrul de externe în funcție, să poarte tratative cu sovieticii în vederea încheierii unui tratat de neagresiune. Negocierile s-au purtat la Riga în mai multe runde. Condiția impusă de guvernul român era să nu fie luată în discuție problema Basarabiei. Cu toate acestea, ambasadorul sovietic, un anume Boris Spiridonovici Stomoniakov, a încercat să introducă această problemă în preambulul tratatului, la care Sturdza a refuzat orice discuție, conform instrucțiunilor. Stomoniakov a mai făcut o ultimă încercare, trimițându-i o scrisoare recomandată în plic sigilat, în care era menționată această problemă, pe care Sturdza a înapoiat-o expeditorului fără s-o deschidă.
Sturdza considera problema recunoașterii de către URSS a unirii Basarabiei cu România o problemă națională, și l-a suspectat pe Titulescu că ar fi scurs unele documente privind convorbirile de la Riga, care au fost publicate de jurnalistul André Géraud⁠(d) de la ziarul L'Écho de Paris⁠(d). 
În cariera lui Sturdza, adversitatea față de Titulescu s-a împletit cu cea între mișcarea extremistă legionară și așa-numita „camarilă regală”, cercul intern de colaboratori ai lui Carol al II-lea, în care a fost primit Titulescu datorită meritelor sale pe plan diplomatic.

### Aderarea la Mișcarea Legionară
Nu se cunoaște data la care Mihail R. Sturdza a aderat la Mișcarea Legionară. Cert este că acesta nu figurează printre căpeteniile legionare și susținătorii de marcă ai acestora, inculpați în procesul din aprilie 1934, arestați în 29 decembrie 1933, în urma asasinării prim ministrului I.G. Duca, pe peronul Gării Sinaia, de către o echipă de legionari, numiți ulterior Nicadori. Mihail R. Sturdza nu se regăsește nici pe lista celor 66 de deputați legionari, aleși în urma alegerilor din 20–22 decembrie 1937. Nu menționează aceasta nici în memoriile sale. Tot în memoriile sale, primul contact cu Corneliu Zelea Codreanu datează din 8 martie 1936, atunci când îl anunță pe acesta despre iminența semnării unei convenții feroviare cu Uniunea Sovietică, între ministrul de externe român, Nicolae Titulescu, și omologul său sovietic, Maxim Maximovici Litvinov. Este prima menționare a unei convorbiri între Căpitan și Mihail Sturdza. 
Este de presupus că datorită prestigiului de care se bucura, ca și a atitudinii sale față de Nicolae Titulescu, Mihail Sturdza să fi sărit peste etapele inițiatice obligatorii și fără a fi membru al vreunui cuib. O altă controversă privește gradul avut de acesta în Legiune. În necrologul apărut în revista legionară Carpații, se afirmă că ar fi avut gradul de Comandant al Bunei Vestiri, cel mai înalt grad după Căpitan. Corneliu Zelea Codreanu a instituit acest grad legionar în timpul vieții, în 2 decembrie 1936. În timpul vieții lui Codreanu, nu au deținut acest grad decât 14 persoane, respectiv membrii "istorici" fondatori, Nicadorii, Gh. Clime, plus încă 5 persoane. Dat fiindcă și în necrologul altor fruntași legionari se menționează că au deținut acest grad, este de presupus că și Horia Sima a acordat acest grad pentru merite deosebite unor legionari.

### Ministru de Externe în guvernul Antonescu - Sima
A doua zi după 6 septembrie 1940, Ion Antonescu prezidează prima ședință a Consiliului de Miniștri. După rezolvarea câtorva probleme urgente (bugetul casei regale, apelul către țară, etc...) proaspătul șef de guvern își expune maniera în care înțelege să guverneze. Mircea Vulcănescu, numit subsecretar de Stat la Ministerul de Finanțe după 27 ianuarie 1941, avea să noteze: 
„Când veți fi chemați să răspundeți de ceea ce ați făcut, eu sunt acela care va răspunde pentru d-voastră. De aceea, pretind să știu tot ce faceți în sectoarele d-voastră de activitate. Pentru că numai eu guvernez în țara asta.”
Modul său "cazon" de a conduce România precum o cazarmă, ideea obsedantă de a face totul, avea să se răsfrângă și asupra lui Mihail R. Sturdza, diplomat cu experiență, având aproape patru decenii de carieră. Practic, cel mai important document ratificat în cele nici 100 de zile cât Sturdza s-a aflat la cârma ministerului de externe, a fost aderarea României la Pactul Tripartit în 23 noiembrie 1940. În vederea ratificării acestui important act, la 16 octombrie 1940, Valer Pop a primit toate împuternicirile guvernamentale pentru a semna adeziunea, transmise prin telegrama cifrată 65 617. Între timp, oficialii germani au amânat acțiunea, iar Ion Antonescu a decis să semneze aderarea în cursul vizitei proiectate la Berlin. Anterior, Antonescu precizase în fața membrilor guvernului că are de gând să adere necondiționat la Axă :
„ Voi merge cu Axa, fiindcă interesele noastre politice și economice coincid ”
, interviu acordat cotidianului "Stampa" din Torino, reluat în 30 septembrie 1940 de "Universul".
Textul tratatului de aderare fusese înmânat lui Antonescu și lui Sturdza cu doar câteva zile înainte de plecarea spre Berlin, în 20 noiembrie 1940, de către Fabricius, ambasadorul Reich-ului la București. Mihail Sturdza s-a poziționat, în acord cu Mișcarea Legionară, împotriva semnării necondiționate a Pactului Tripartit. El a argumentat că textul tratatului pune o problemă pe care el o considera extrem de gravă și legată de ceea ce îi interesa pe români — respectiv obligațiile reciproce ale semnatarilor în cazul unui război între Uniunea Sovietică și vreunul din semnatari: aceea că obliga Germania, Italia, și implicit alți semnatari ulteriori, cum era România la acea dată, să declare război Statelor Unite, în cazul unui război cu Japonia, chestiune nu numai nefolositoare pentru România, ba chiar extrem de periculoasă pe termen lung. Mihail Sturdza va insista ca Ion Antonescu să solicite părții germane un protocol adițional, chiar și secret, care să prevadă obligația simetrică a Japoniei de a ataca Uniunea Sovietică în cazul unui război germano-sovietic. Antonescu a refuzat categoric această sugestie, fie din cauză că n-a înțeles, fie din cauză că venea din partea unui legionar. Mihail Sturdza a argumentat cu atuurile de care dispunea România în raport cu oricare altă țară din Axă — petrol, grâne, materii prime, și, mai ales, aproape un milion de soldați gata să lupte pentru Basarabia. Antonescu a refuzat însă orice discuție asupra subiectului.
În ciuda argumentelor aduse de Sturdza, Ion Antonescu a semnat tratatul de aderare; tot în ciuda opoziției inițiale, ministrul de externe s-a aflat la dreapta sa în acel moment.
Atunci când a început campania în Est, nefiind legată prin Pactul Tripartit, Japonia s-a abținut să atace Uniunea Sovietică în Extremul Orient. În schimb, atunci când Japonia a atacat Statele Unite, în decembrie 1941, semnatarii Pactului Tripartit și-au îndeplinit automat obligația de a se considera în război cu această putere. În virtutea obligațiilor asumate prin Pactul Tripartit, România a declarat și ea război Statelor Unite în 12 decembrie 1941.
Un alt aspect pe care prințul Sturdza dorea ca Antonescu să-l discute cu Hitler a fost situația dramatică a românilor din porțiunea de Ardeal cedată Ungariei în urma arbitrajului de la Viena. În acest scop, ministrul Mihail R. Sturdza a pregătit un referat sintetic, intitulat „Ardealul. Situația în ajunul plecării la Berlin - 19 noiembrie 1940” pe baza căruia să se poarte discuția cu Hitler și Ribbentrop. Ion Antonescu a intrat singur să discute cu Hitler și Ribbentrop, iar Sturdza a rămas să aștepte afară. Chiar în urma convorbirii purtate între cei doi aliați situația românilor ardeleni din teritoriile cedate Ungariei, a rămas neschimbată până la sfârșitul războiului.

### Membru al Guvernului Național Român de la Viena
După ce Antonescu a fost destituit de rege la 23 august 1944 și România a trecut de partea Aliaților în război, la 10 decembrie 1944, la Viena s-a constituit un guvern-marionetă în exil, Guvernul Național Român, cu Horia Sima ca prim ministru, și Mihail R. Sturdza ca ministru de externe. Au mai făcut parte din guvern Vasile Iașinschi, Corneliu Georgescu, Grigore Manoilescu, generalul Platon Chirnoagă în calitate de ministru al apărării, Ion Sângiorgiu, și Vladimir Cristi (din ianuarie 1945), ultimii trei nefiind legionari. Li s-a alăturat Mitropolitul Visarion Puiu, titularul Episcopiei Românești din Vest. Mihail Sturdza considera acest guvern „o reacție normală împotriva activităților trădătoare ale politicienilor din București [...] o încercare disperată de a evita [...] consecințele nefaste ale activității iresponsabile și trădătoare a acestor politicieni.” El acuza că prin Actul de la 23 august, statul român „și-a pierdut independența”.
Trecerea emisiunii românesti de la Radio Donau sub controlul Guvernului Național Român a fost primul act prin care guvernul german a recunoscut identitatea politică a noului guvern. Intrigile oponenților lui Sima, în frunte cu Constantin Papanace au întârziat cu o lună constituirea Guvernului Național Român. Sediul noului guvern a fost stabilit în Palatul Lobkowitz. 
Cea mai importantă preocupare a noului guvern a fost constituirea cu sprijin german a unei armate care să lupte contra trupelor sovietice ce invadaseră teritoriul României. Aceasta urma să fie formată din voluntari, prizonieri de război eliberați, legionari si alți refugiați din fața tăvălugului comunist, etc... Au fost de asemenea recrutați voluntari pentru activități diversioniste în spatele frontului. După antrenamente sumare, au fost parașutați în spatele liniilor inamice.Unele acțiuni au reușit, altele au eșuat însă, așa cum a fost misiunea lui Eugen Rațiu, fratele lui Horia Sima, care a fost capturat de sovietici și trimis în Siberia pentru 10 ani.
În data de 4 noiembrie 1944, Horia Sima este convocat la Marele Cartier General, în legătură cu un grup de români ce trecuseră linia frontului și care se predaseră germanilor, printre care și Ilie-Vlad Sturdza, fiul lui Mihail Sturdza, și ginerele gen. Gheorghe Avramescu, comandantul armatei române din Ungaria. El venise cu un mesaj de la Avramescu care se adresa atât germanilor cât și Guvernului de la Viena. Generalul Avramescu comunica prin acești camarazi că ar fi dispus să treacă cu întreaga armată ce o comanda de partea Germaniei, dacă ar avea certitudinea că - în același timp - s-ar produce o ofensivă din partea armatei germane în sectorul comandat de el. Acțiunea a eșuat din motive ce nu au fost încă descifrate, gen. Avramescu a fost probabil lichidat de agenți ai NKVD, fiica sa, Felicia Sturdza, s-a sinucis, iar soția sa a fost deportată în Gulag-ul sovietic, de unde s-a întors după mai mulți ani.
În data de 6 martie 1945, primul regiment al Armatei Naționale Române ocupă poziții pe Oder, unde este inspectat de Generalul Platon Chirnoagă, Ministrul Apărării în Guvernul Național Român de la Viena. În data de 7 mai 1945, Guvernul Național Român de la Viena își încetează activitatea. Armata Națională Română a luptat pe Oder contra trupelor sovietice până în ultima zi a războiului. Restul Diviziei I a Armatei Naționale Române, care se antrena în Austria, se predă trupelor anglo-americane. Mihail Sturdza, se refugiază în Danemarca, unde se refugiase și în cursul războiului.

## Memorialist și scriitor
Cartea lui Mihail Sturdza, România și sfârșitul Europei, Amintiri din țara pierdută. România anilor 1917-1947, este extrem de importantă datorită faptului că timp de 30 de ani autorul a fost în miezul evenimentelor ce au zguduit Europa în general și România în special, cele două războaie mondiale, făurirea României mari, dictatura regală, dictatura lui Antonescu, cunoscându-i personal pe toți marii protagoniști ai acelei epoci, Carol al II-lea, Ion Antonescu, Corneliu Codreanu, Titulescu, Adolf Hitler, Joachim von Ribbentrop, Mussolini, Ciano, și mulți, mulți alții. Fără a le nega unele merite incontestabile, Mihail Sturdza analizează aceste personaje istorice fără a se lăsa condus de prejudecăți, subliniind marile erori politice comise de către aceștia, care au influențat existența a mii și milioane de oameni.
Despre Nicolae Iorga:
„Trei sunt cei care poartă în mod precis răspunderea acelei serii de crime și, în consecință, a tuturor acelora care au însângerat țara până la instaurarea Guvernului Național Legionar: Regele Carol al II-lea, Armand Călinescu și Nicolae Iorga. Pentru cine cunoaște faptele însă, cea mai scârboasă din aceste trei personalități, a fost profesorul Iorga odinioară idolul Tinerimii și simbolul naționalismului ei. Cea mai scârboasă zic, fiindcă era ultimul om de la care tinerimea Română putea să se aștepte la mișeleasca lovitură pe care a primit-o în piept. Toți ajunseseră să știe de ce erau capabili Carol al doilea și Călinescu și care erau motivele lor: lăcomia de bani și de putere, cinismul și cruzimea fundamentală a caracterului lor, supunerea față de Puterile Anonime, antinaționale, cărora le datorau totul și de la care așteptau totul. Cercetând însă motivele care l-au determinat pe Iorga să trimeată pe Căpitan la moarte și să-l urmărească după mormânt, găsim numai unul. Îl găsim într-un articol din Neamul Românesc, pe care nu mi le amintesc cuvânt cu cuvânt, dar care spunea, aproape întocmai, următoarele: Cine este acest tânăr care calcă cu capul ridicat, salutat ca un împărat roman de Tineretul acestei Țări, uitător de adevărații săi dascăli? Iorga, marele geniu, nu avea un suflet destul de mare pentru a înțelege că era loc pentru mai mult decât o singură admirație și o singură iubire în inima tineretului Român; că în această inimă puteau să încapă și un Iorga și un Codreanu. ”
Mihail Moruzov și Wilhelm Canaris, agenți sovietici :
„(amiralul Canaris)Veți ocupa în curând în Țara Dumneavoastră, un post important. Trebuie să-mi făgăduiți că veți face totul pentru a salva viața lui Moruzov.  Acesta era într-adevăr ultimul subiect pe care aș fi crezut că Amiralul dorea să-l discute cu mine. Moruzov fusese unul din principalii călăi ai lui Carol, în recenta Sfânta Bartolomee Legionară. Un fost comisar sovietic din Harkov , se < refugiase > în România, în 1920. Întrebuințat de Siguranța Română, mai întâi ca simplu informator, pe urmă în funcțiuni mai importante, ajunsese a fi unul din intimii Elenei Lupescu și al lui Carol, care, spre uimirea tuturor, numise pe acest fost funcționar sovietic (de fapt nici nu era naturalizat român), ca șef al Serviciului de Informații al Armatei noastre. Moruzov era, deci, în România ceea ce Canaris era în Germania. Am reamintit Amiralului rolul lui Moruzov în recentele măceluri și i-am explicat de ce, spre marele meu regret, îmi era imposibil să fac vreo făgăduință privitor la soarta lui. Amiralul însă a insistat cu atâta cu atâta vehemență încât, în sfârșit, l-am întrebat care era motivul pentru care atribuia atâta importanță destinului lui Moruzov ? Amiralul mi-a răspuns : Pentru că prin Moruzov, primim cele mai bune informații privitor la preparativele militare ale Sovietelor.”
(Mihail Sturdza, care fusese ani de zile ambasador în țările baltice, în acel moment știa mult mai mult decât știau germanii despre potențialul armatei sovietice. Ulterior, când va afla exact și cât știau germanii, va intui că atât Canaris cât și Moruzov intoxicau Statul Major cu informații false.)
„Dreptatea cere însă ca Petrescu-Comnen să nu apară singur, în odăjdii de diplomat, deasupra scoarței cărții sale "RĂSPUNZĂTORII". Alăturea de el ar trebui să figureze Carol, Titulescu, Victor Antonescu, Tătărăscu, Armand Călinescu, Patriarhul Miron Cristea și atâția alții care, din neghiobie, servilism sau trădare au pregătit invazia Basarabiei, Arbitrajul de la Viena, și până la urmă, desfigurarea Țării (care timp de atâtea veacuri a fost zăgazul răsăritean al apărării Europei Creștine), transformarea României într-o satrapie a Imperiului ateist al Comunismului.”
„Ne găseam într-un Consiliu de Miniștri în toamna anului 1940. Antonescu ceruse ca, pentru motive de economie, să se taie pensiile care se serveau văduvelor sau altor membri ai familiilor celor pe care Țara îi numea "referendiștii". Începusem a arăta că momentul nu era bine ales pentru a lovi în puținele ființe care mai aminteau vechile lupte ale Românismului din Ardeal. Antonescu, roșu de mânie, mă întrerupe strigând : Ce pensiune primesc eu pentru glontele pe care l-am primit în cap? La sfârșitul Consiliului, m-am apropiat de Generalul Pantazi, Ministru de Război, și i-am mărturisit că nu știam că Conducătorul era un mare rănit de război. Pantazi mi-a răspuns : Ei ași! Are el obiceiul să spuie așa. Ce glonte! A căzut în cap la un concurs hipic la Brașov!. Antonescu, unul din cei mai îndrăzneți mincinoși pe care I-am cunoscut, în astfel de momente nu mințea. Credea într-adevăr că primise un glonte în cap, în nu știu ce împrejurări imaginare, mai demne de personalitatea pe care dorea s-o întruchipeze, decât o simplă cădere de pe cal.”

## Post - mortem
La data de 5 decembrie 2006, Curtea de Apel București a hotărât achitarea mareșalului Ion Antonescu, a șefului Gărzii de Fier Horia Sima și a altor 19 membri ai Guvernului român din 1940, printre care și prințul Mihail Sturdza, pentru unele crime de război imputate ca urmare a colaborării militare dintre România și Germania în agresiunea "contra popoarelor din Rusia Sovietică".